# 4 هـ
4 هـ هي سنة في التقويم الهجري امتدت مقابلةً في التقويم الميلادي سنتي 625 و626.

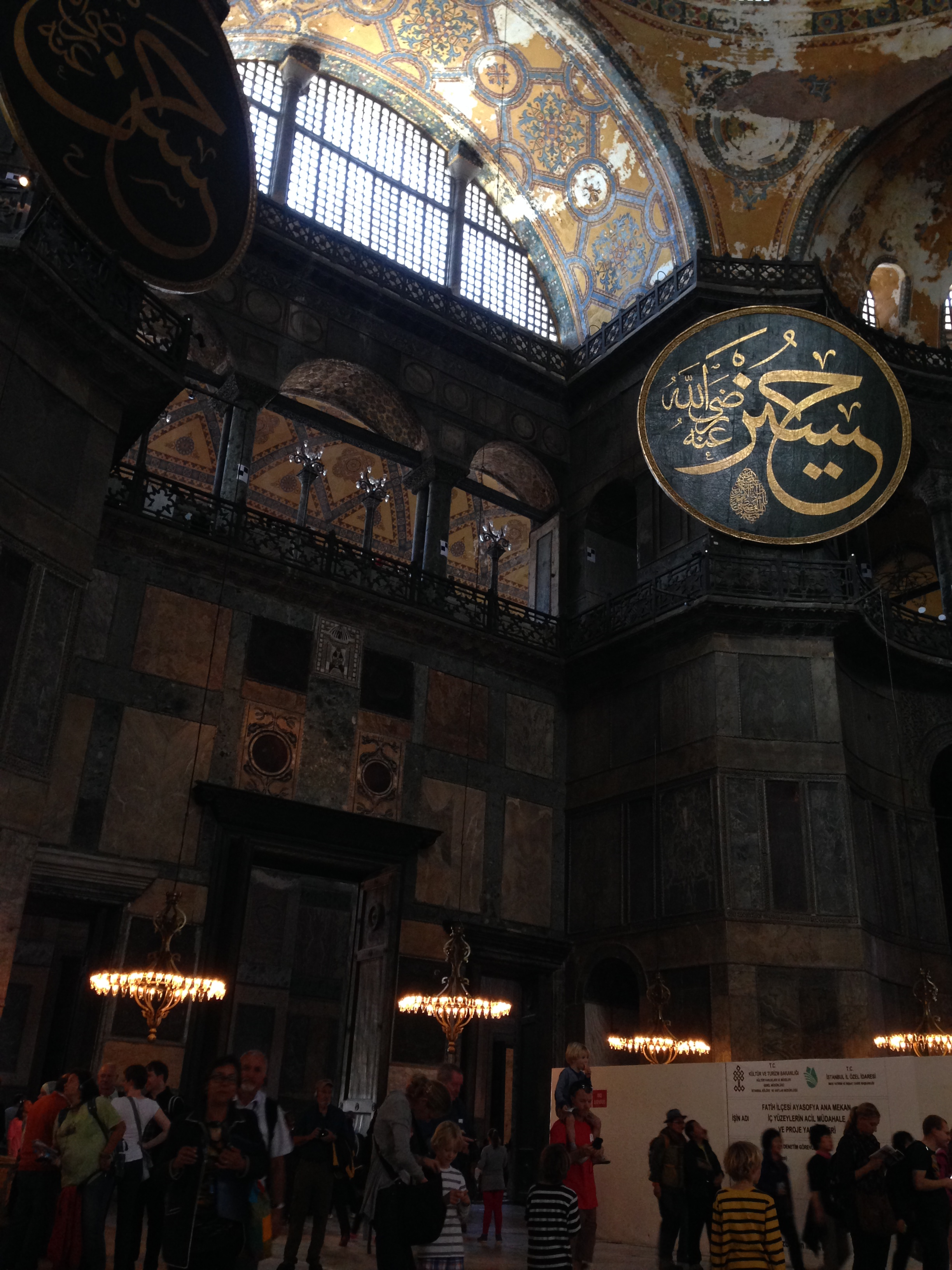
اسم الحسين بن علي ملحوقًا بلفظ الرضى عنه في مسجد آيا صوفيا بتركيا

## أحداث
- رمضان - زواج النبي محمد من زينب بنت خزيمة.
- سرية أبي سلمة بن عبد الأسد المخزومي
- سرية عبد الله بن أنيس
- سرية المنذر بن عمرو
- سرية مرثد بن أبي مرثد
- غزوة بني النضير
- غزوة بدر الثانية
- غزوة نجد

## مواليد
- الحسين بن علي بن أبي طالب
- الضحاك بن قيس الفهري
- عبد الله بن عامر بن كريز

## وفيات
- خبيب بن عدي
- زيد بن الدثنة
- عبد الله بن عثمان بن عفان
- خالد بن البكير
- عامر بن فهيرة
- فاطمة بنت أسد
- المنذر بن عمرو
- عروة بن أسماء
- نافع بن بديل بن ورقاء الخزاعي
- سلام بن أبي الحقيق